# Unión Liberal (Costa Rica)
Unión Liberal es un partido político conservador-libertario costarricense fundado por el exdiputado y cinco veces candidato presidencial Otto Guevara Guth tras la salida de su anterior formación política, el Movimiento Libertario, debido a un quiebre financiero de la misma luego de las Elecciones presidenciales de Costa Rica de 2018. Guevara afirmó que buscaría ser candidato a diputado para las elecciones generales de Costa Rica de 2022.
La agrupación recibió además la adhesión de Emprendemos, grupo político que intentó inscribirse como partido político sin éxito y la página de Facebook Vox Costa Rica (llamado así por el partido político español).
A principios de 2021 se reportó que el partido formaba parte de las negociaciones para una coalición electoral, exclusivamente para la papeleta presidencial, junto con otros partidos como el Partido Unidad Social Cristiana, Alianza Demócrata Cristiana y Republicano Social Cristiano pero estas no fructificaron y la coalición fue descartada.

## Ideología
Guevara ha afirmado que el partido es liberal y que está abierto a los liberales del país incluidos los exmiembros del Movimiento Libertario y de Unidos Podemos (formación creada por la exdiputada libertaria Natalia Díaz). Sin embargo distintas figuras del partido como Francisco Perdomo y Sergio Villalta han manifestado posiciones conservadoras, antifeministas y que resaltan la «cultura greco-romana (...) Que nació en Europa. Habitada mayoritariamente por hombres blancos, heterosexuales y cristianos» El partido está oficialmente en contra del aborto.
El candidato presidencial del partido Federico Malavassi atacó en redes sociales al exministro de Educación socialdemócrata Leonardo Garnier Rímolo describiéndolo como «socialista» y «enemigo de la familia [tradicional]», asegurando que de ser presidente pugnaría por su salida del Consejo Nacional de Educación del que forma parte. La salida de Garnier ha sido antes pedida por grupos conservadores debido a sus posturas progresistas.

## Resultados electorales

### Elecciones presidenciales
| Elecciones presidenciales |                       |                          |           |           |                 |           |          |                             |
| Año                       | Candidato             | Candidato                | Votos     | Votos     | %               | %         | Posición | Vicepresidentes             |
| Año                       | Candidato             | Candidato                | 1° vuelta | 2° vuelta | 1° vuelta       | 2° vuelta | Posición | Vicepresidentes             |
| 2022                      |                       | Federico Malavassi Calvo | 6,633     | -         | \| \| 0.32 % \| | -         | 16.°     | Luis Guillermo Lépiz Solano |
| 2022                      | Cohymbra Sáenz Carazo | Federico Malavassi Calvo | 6,633     | -         | \| \| 0.32 % \| | -         | 16.°     |                             |
|                           | 0.32 %                |                          |           |           |                 |           |          |                             |

### Elecciones legislativas
| Año  | Asamblea | Asamblea | Asamblea |
| Año  | Votos    | %        | Escaños  |
| ---- | -------- | -------- | -------- |
| 2022 | 24,645   |          | 0/57     |